# Abbaye Saint-Jean-l'Évangéliste
L'abbaye Saint-Jean-l'Évangéliste (en italien, abbazia di San Giovanni Evangelista) est un complexe bénédictin situé sur le piazzale San Giovanni à Parme, en Émilie-Romagne. Le vaste ensemble de bâtiments comprend l'église, le monastère et l'ancienne apothicairerie.

## Histoire
Construite en 980 par l'évêque Sigefredo II sur un précédent oratoire dédié à saint Colomban de Luxeuil,, l'abbaye est confiée au premier abbé Giovanni, chanoine du chapitre de la cathédrale de Parme. En 1477, l'ensemble du complexe est endommagé par un incendie.
La basilique abbatiale est reconstruite à partir de 1490 environ, avec un projet définitif en 1510 par Bernardino Zaccagni. Les travaux doivent être achevés vers 1519. Dans les projets initiaux, l'abbé Girolamo Spinola avait prévu de marquer les espaces architecturaux par une grande décoration picturale, s'assurant très tôt les services du jeune Corrège, qui quelques années auparavant avait montré un excellent exemple de son art dans la ville, dans un autre monastère bénédictin, celui de San Paolo, où il avait décoré la célèbre « Chambre de l'abbesse » pour l'abbesse Giovanna Piacenza.
À Saint-Jean, Le Corrège exécute cinq fresques. La lunette avec saint Jean et l'Aigle (1520) est généralement considérée comme la première exécutée. À la date de sa réalisation, l'artiste avait peut-être déjà en tête tout l'ensemble décoratif. Elle est suivie de la coupole où se trouve La Vision de Saint Jean à Patmos (en) , puis de la décoration du tambour et des quatre pendentifs. La troisième entreprise est la décoration de la voûte et du chœur de l'abside, une œuvre partiellement détruite en 1586 lors de l'extension du chœur, dont le grand fragment central du Couronnement de la Vierge est aujourd'hui à la Galerie nationale de Parme. La quatrième concerne les murs du chœur, complètement détruits avec l'agrandissement. La cinquième est la frise picturale qui parcourt tout le périmètre interne, toujours in situ. Les dessins préparatoires montrent ainsi que les parties laissées aux collaborateurs ont été conçues par Le Corrège, comme les candélabres qui courent le long des ogives des nervures de la voûte du chœur et les figures d'angelots sur les voiles. En particulier dans les frises, avec un goût pour l'Antiquité, le Corrège montre sa connaissance des chantiers romains les plus récents, bien avant que Jules Romain ne diffuse ces traits stylistiques à Mantoue (à partir de 1524), confirmant apparemment l'hypothèse du voyage du Corrège à Rome dans ces années-là.
Vers 1524, Le Corrège laisse deux toiles dans la chapelle Del Bono, aujourd'hui à la Galerie nationale de Parme : la Lamentation sur le Christ mort et le Martyre des quatre saints. D'autres fresques sont du peintre de Parme Aurelio Barili.
Paolo Ferretti (Subiaco, 5 mai 1866 - Bologne, 22 avril 1938), instituteur et grégorianiste, fut abbé de l'église.

## Église

### Extérieur

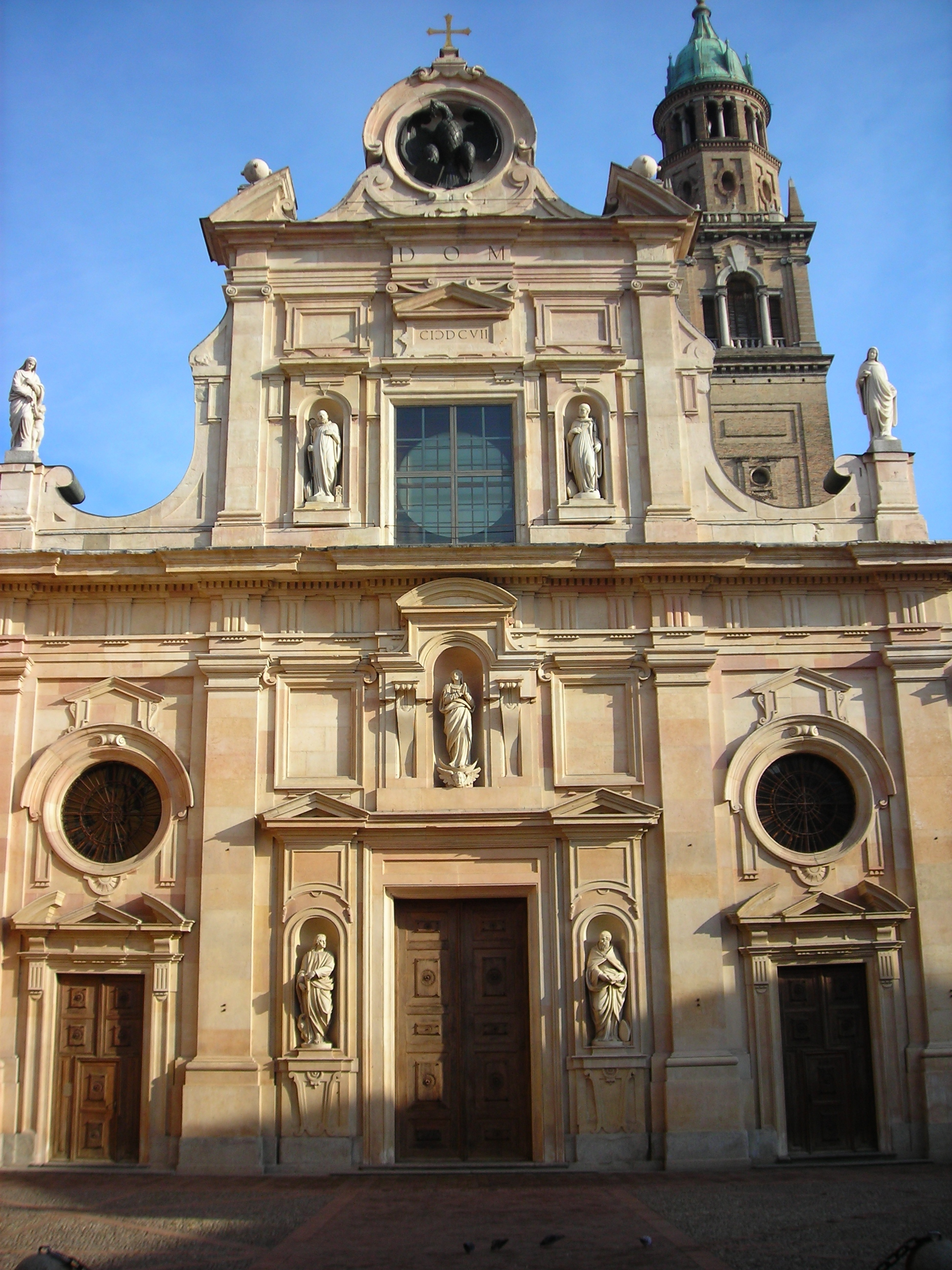
La façade.

La façade en marbre de l'église a été conçue par Simone Moschino dans le style maniériste tardif en 1604 et achevée en 1607 sous la direction de Giovan Battista Carrà dit Il Bissone. Le campanile, probablement l'œuvre de Giovanni Battista Magnani, édifié sur le côté droit, a été ajouté en 1613. Avec une hauteur de 75 mètres, c'est le plus haut de Parme.

### Intérieur

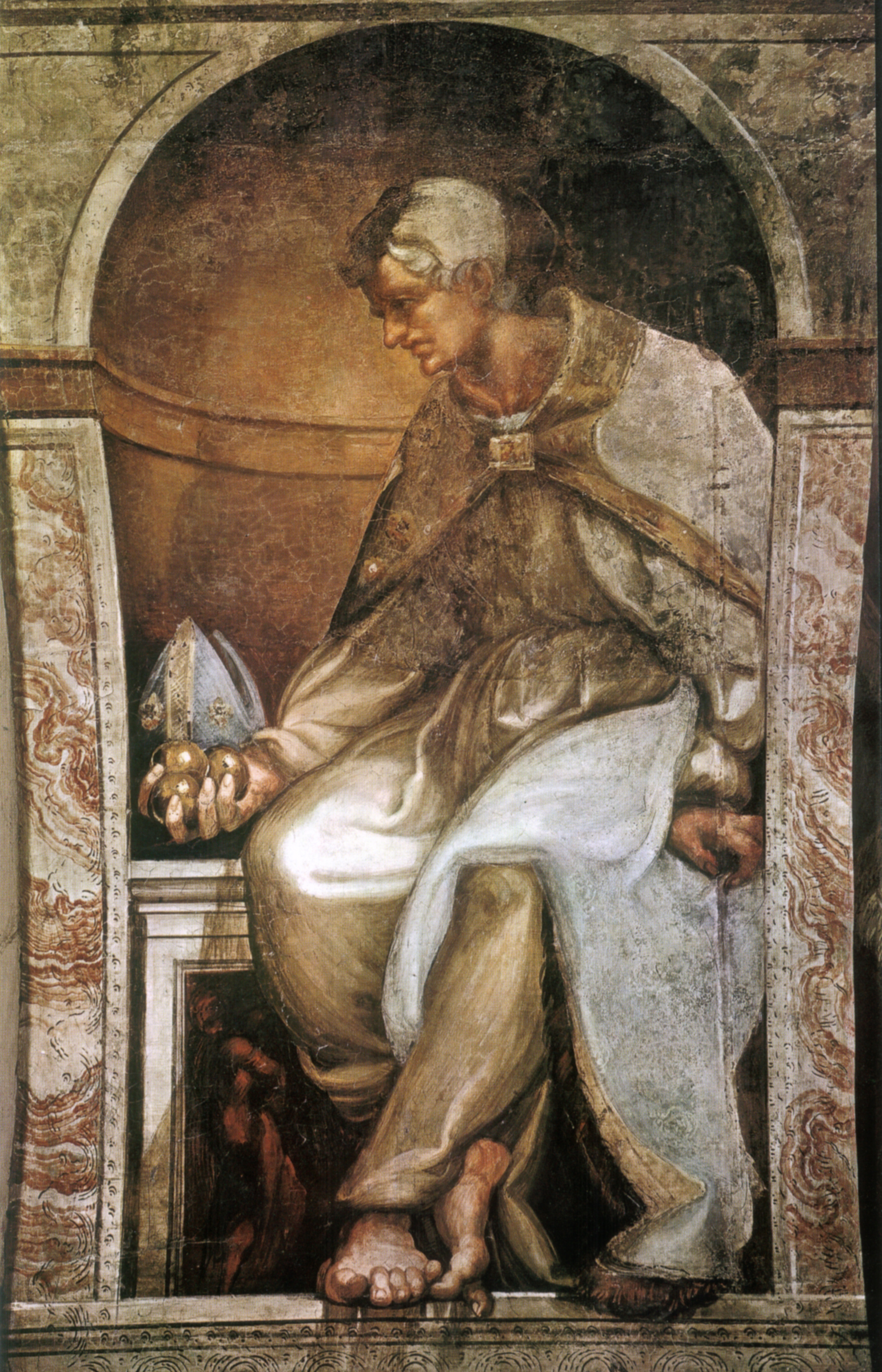
Michel-Ange Anselmi, Saint Nicolas.

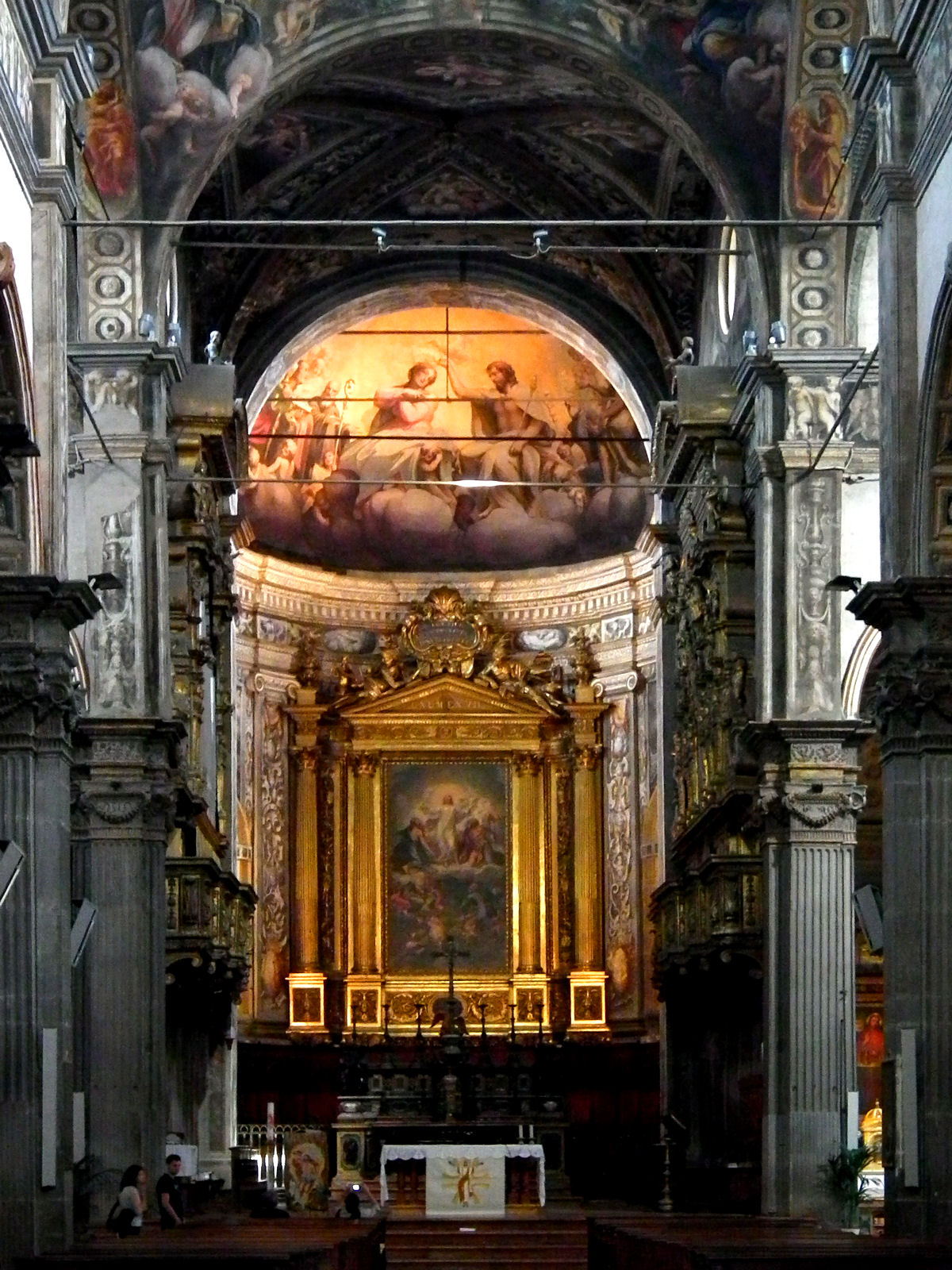
Abside.

L'intérieur est en forme de croix latine et comporte trois nefs couvertes de croisées d'ogives, et d'une coupole à l'intersection du transept : la structure reprend celle de la cathédrale voisine et a peut-être aussi tenu compte des récents projets de rénovation de la basilique Saint-Pierre. Les piliers cannelés en pierre grise à chapiteaux composites surmontés d'un dé sont en fait d'une nette dérivation classique.
Dans la nef médiane se détache la frise du Corrège et de ses assistants (vers 1522-1524), dont probablement Francesco Maria Rondani. Les grotesques des demi-piliers renvoient également au dessin du Corrège, tandis que la décoration des voûtes, avec des candélabres, des angelots et des symboles de saint Jean l'Évangéliste, est attribuable à Michelangelo Anselmi (vers 1520).
Les douze chapelles latérales ont été peintes à fresque par des artistes principalement émiliens dans la seconde moitié du XVIe siècle et dans la première moitié du siècle suivant : Angelo Michele Colonna, Giacomo Alboresi, Giovanni Battista Merano, Giacomo Antonio Boni, Tommaso Aldrovandini et Carlo Giuseppe Carpi notamment.

#### Nef de gauche
Dans la nef gauche se trouvent les fonts baptismaux, dont la base dérive d'un monument romain, peut-être funéraire, du Ier siècle.
La première chapelle, restaurée en 1998, a un sous-arc décoré de fresques par Parmigianino avec Sainte Agathe et le bourreau (à gauche) et les Saintes Lucie et Apollonie (à droite), figures monumentales dans lesquelles l'influence des fresques du Pordenone dans le Dôme de Crémone est évidente.
La seconde, dédiée à saint Vital de Ravenne, montre à gauche Saint Vital avec le cheval et à droite Les Saints Étienne et Laurent, également œuvres de Parmigianino. La troisième contient une toile de la fin du XVIe siècle de Jan Soens représentant la Vierge à l'Enfant avec des saints, tandis que la quatrième (Cappella Zancheri) est décorée d'un cycle autrefois attribué à Parmigianino, mais faisant aujourd'hui référence à Michelangelo Anselmi, après la publication de dessins préparatoires de celui-ci. Sous l'arc se trouvent les monumentaux Saint Hilaire (à gauche) et Saint Nicolas de Bari (à droite), tandis que les murs sont décorés de fresques par Giovanni Battista Merano avec les Histoires de saint Nicolas (1684) sur l'autel, et le Mariage mystique de sainte Catherine d'Alexandrie, une toile de Girolamo Mazzola Bedoli (1536).
La cinquième a des peintures de moindre valeur, tandis que dans la sixième se trouve le retable avec le Christ portant la croix de Michel-Ange Anselmi (vers 1522).

#### Nef de droite
Un retable de Gianfranco Gottesaldi ou d'un artiste vénitien avec la Vierge à l'Enfant entre les saints Jérôme et Michel (1510) dans un cadre sculpté est installé sur le premier autel de la nef de droite. Le mur de droite abrite le monument en marbre de Cristoforo Marzaroli à la comtesse Albertine de Montenuovo, fille illégitime de Marie-Louise d'Autriche, grande-duchesse de Parme. Une Nativité (1519) des frères Giacomo et Giulio Francia est conservée dans la deuxième chapelle.
La troisième chapelle conserve un retable de Cristoforo Caselli représentant l'Adoration des mages (1499). La quatrième a un arc décoré de fresques attribuées à Cesare da Reggio avec une Vierge à l'Enfant sur l'autel de Girolamo Mazzola Bedoli (vers 1543-1545).
La cinquième chapelle est la chapelle Del Bono, qui contenait les toiles du Martyre des quatre saints (à gauche) et de la Lamentation sur le Christ mort (à droite), toutes deux d'environ 1524 et aujourd'hui à la Galerie nationale de Parme, remplacées par des copies du  XVIIIe siècle. L'arche inférieure avec Dieu le Père au centre, les Saints André et Pierre à gauche et la Conversion de Saul à droite, est également d'un dessin du Corrège.

#### Transept gauche
La cuvette du transept gauche est décorée de fresques de Michelangelo Anselmi avec Saint Benoît intronisé parmi les saints (1521). Le retable est d'Emilio Taruffi (1674) et montre Saint Maure guérissant les pestiférés. Les deux groupes sur les murs (Saint Jean l'évangéliste et Vierge à l'Enfant et Saint Jean) sont en terre cuite subtilement patinée en blanc, œuvre d'Antonio Begarelli, et datent d'environ 1543. Sous la voûte court une frise qui se poursuit également dans le chœur avec des tondi en perspective contenant des bustes de papes, cardinaux et moines bénédictins, alternant avec des scènes de sacrifices païens. Ceux du bras droit sont attribuables à Giovanni Antonio da Parma (1514) et ceux de gauche à un artiste peut-être de Padoue.
L'arc d'entrée de la chapelle à droite du chœur montre Sainte Cécile (à gauche) et Sainte Marguerite (à droite), attribuées à Girolamo Mazzola Bedoli.

#### Transept droit
La cuvette absidiale droite a également été décorée de fresques par Michelangelo Anselmi avec les Histoires de la vie de saint Jean de Parme, dont les restes sont conservés dans une urne sous l'autel. Le retable avec le Miracle de saint Jean est d'Emilio Taruffi (1674) ; les deux groupes de Begarelli sur les murs représentent Sainte Félicité avec son fils San Vitale et San Benedetto.

#### Dôme

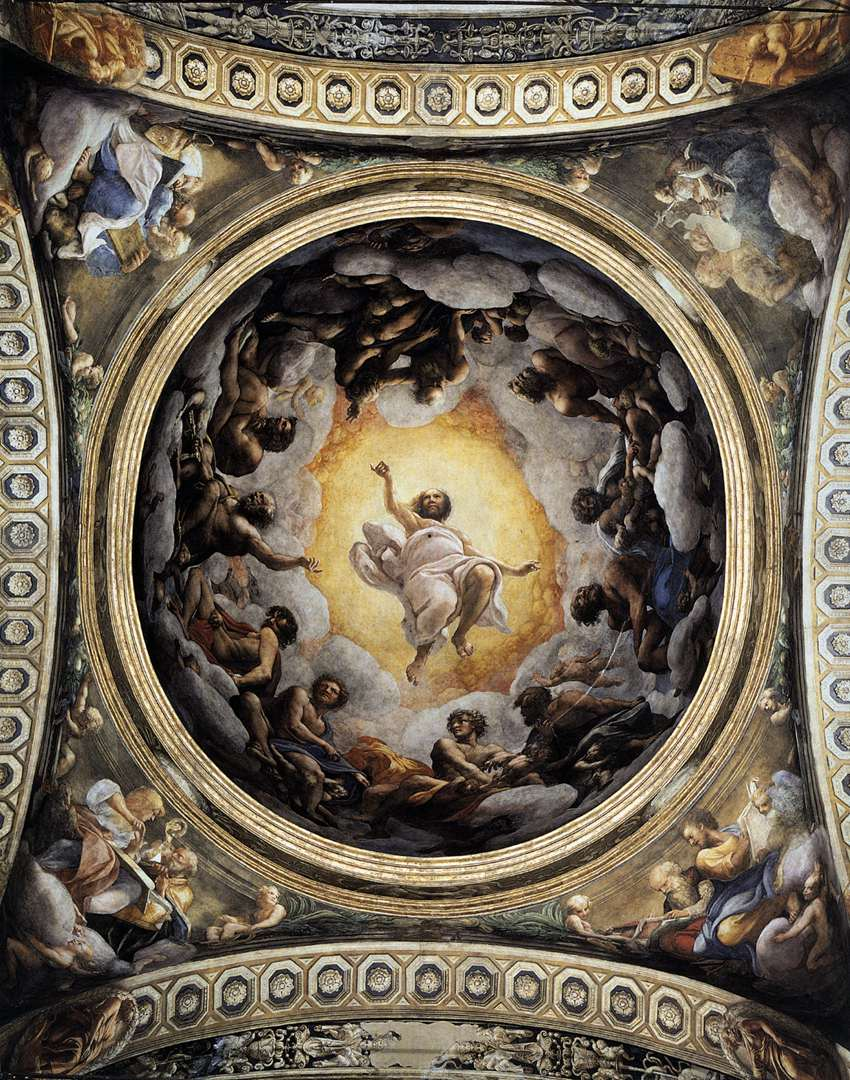
Dôme du Corrège.

Le grand dôme a été peint par Le Corrège en 1520, anticipant celui du Duomo que le peintre conçoit à partir de 1526. Il représente la Vision de saint Jean, avec l'apôtre qui voit le ciel s'ouvrir en grand et un Christ éblouissant apparaître, lui indiquant sa place dans le cercle des apôtres.

#### Chœur
Les grotesques de la croisée sont attribués au Corrège, tandis que les putti dans les voiles ont été ajoutés plus tard, vers 1588, par Innocenzo Martini, qui a également peint les figures sur les cantorias et sur l'orgue. Le maître-autel est décoré de marbres chinés de différentes couleurs, dessinés par Bartolomeo Avanzini. La signature de Bernardo Falconi est visible sur l'un des huit Putti en bronze qui soutiennent la table du maître-autel.
Pour allonger le chœur en 1587, la grande fresque du Couronnement de la Vierge a été détruite, dont la partie centrale restante aujourd'hui détachée et en bois massif, est conservée dans la Galerie nationale de Parme ; quelques fragments épars subsistent dont trois sont à la National Gallery de Londres. La fresque actuelle a été reconstruite en 1587, œuvre originale du bolonais Cesare Aretusi.
Sur le mur du fond se trouve le grand retable de la Transfiguration de Girolamo Mazzola Bedoli (vers 1556), qui a également conçu le cadre, richement sculpté par Gianfrancesco Testa. Le chœur en bois était incrusté et articulé de motifs floraux, de vues urbaines et de collines, d'instruments de musique, etc. par Marcantonio Zucchi, qui y travailla de 1513 à 1531, puis par les frères Gianfrancesco et Pasquale Testa, jusqu'en 1538.

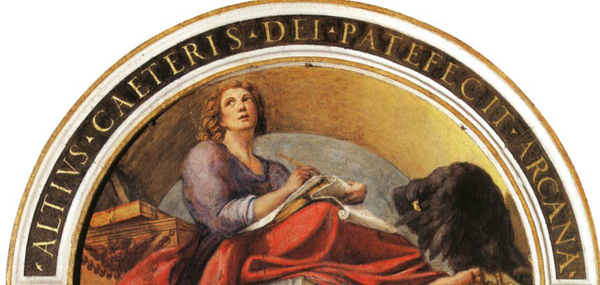
La lunette de Saint Jean et l'Aigle.

La fresque du Corrège, dans la lunette du portail qui mène à la sacristie, avec Saint Jean et l'Aigle, est remarquable. Les fresques de la coupole et de la lunette semblent clairement inspirées de la liturgie bénédictine médiévale utilisée pour la fête de saint Jean l'Évangéliste (27 décembre). Pour le confirmer, l'inscription autour de la lunette - ALTIUS CAETERIS DEI PATEFECIT ARCANA - rapporte des paroles très proches de celles des prières nocturnes des moines. L'iconographie de la coupole elle-même s'inspire d'un autre moment de la liturgie prévue pour le 27 décembre .
La sacristie a été décorée de fresques en 1508 par Cesare Cesariano. Elle conserve un beau bardage en bois du XVIIe siècle et un  reliquaire ; dans le compartiment octogonal attenant à cette pièce, deux portes ont été  peintes par Michelangelo Anselmi en 1618.

#### Orgue

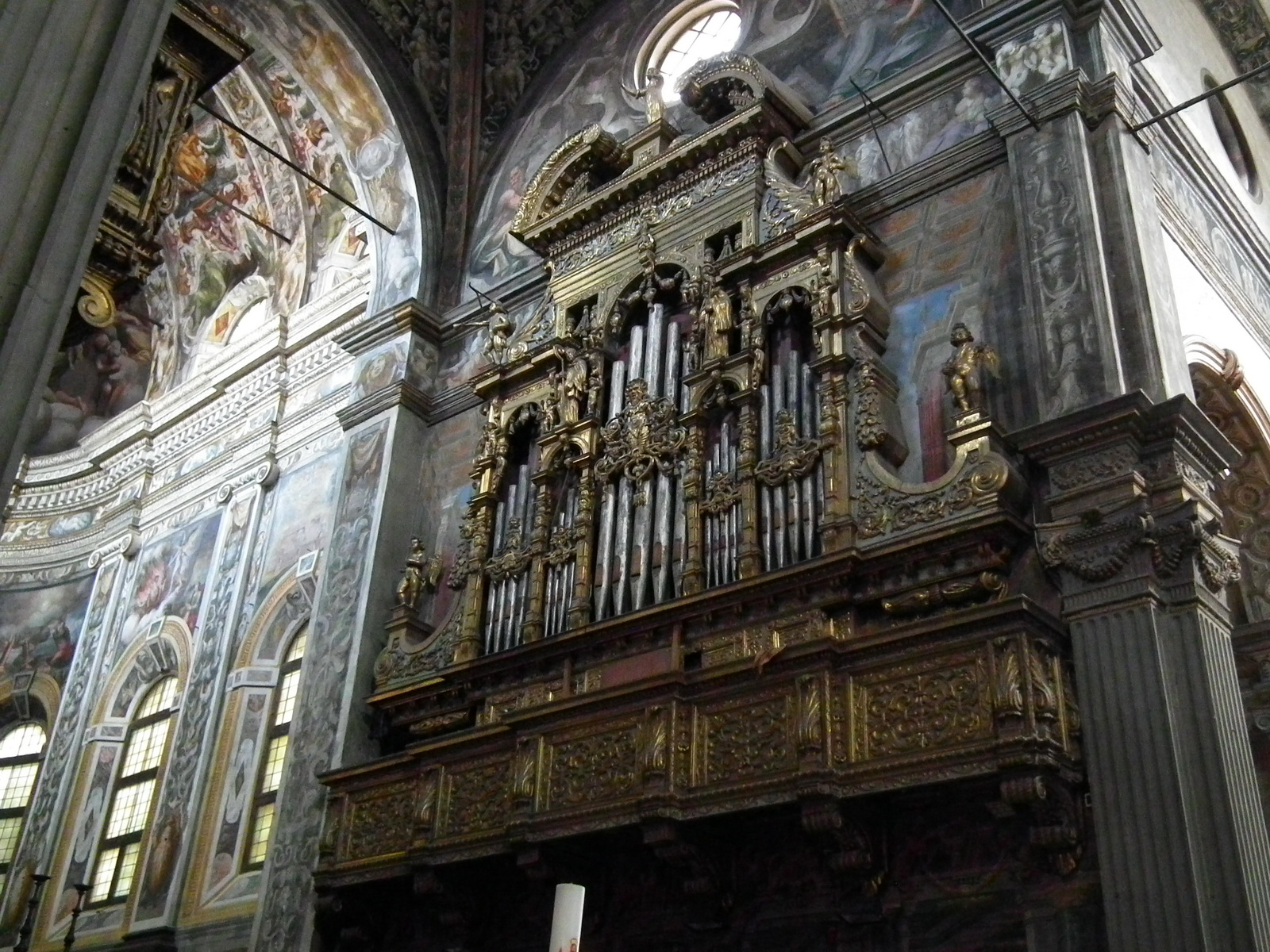
Corps droit de l'orgue.

Le premier orgue mentionné de l'église a été construit entre 1517 et 1521 par le facteur d'orgues Cristoforo Traparello. L'instrument, placé sur le côté droit du transept, fut ensuite agrandi en 1580 par Benedetto Antegnati de Brescia et placé au siècle suivant à la gauche du chœur. En 1653, un deuxième orgue est installé sur la contre-cantoria et, au XVIIIe siècle, l'orgue est adapté aux canons de l'époque par les frères Serassi. En 1927, l'orgue est reconstruit par la société Tamburini en réutilisant des pièces anciennes. En 1929, la société Tamburini ajoute un nouveau corps expressif sous forte pression, dont les grilles sont visibles dans l'abside. Il a été partiellement restauré en 1996 par Claudio Anselmi Tamburini. En 2012-2013, l'orgue a été entièrement restauré par la compagnie Mascioni à Cuvio (VA), sous la direction de l'organiste titulaire Giovanna Emanuela Fornari.
L'instrument à entraînement électrique dispose de trois claviers de 61 notes chacun et d'un pédalier de 32. Le matériel phonique du Grand'Organo (premier clavier), du Positivo espressivo (deuxième clavier) et de la Pedale est placé sur les deux cantorie sur les côtés du chœur, tandis que celui de l'Espressivo (troisième clavier) est situé dans l'abside.

## Monastère

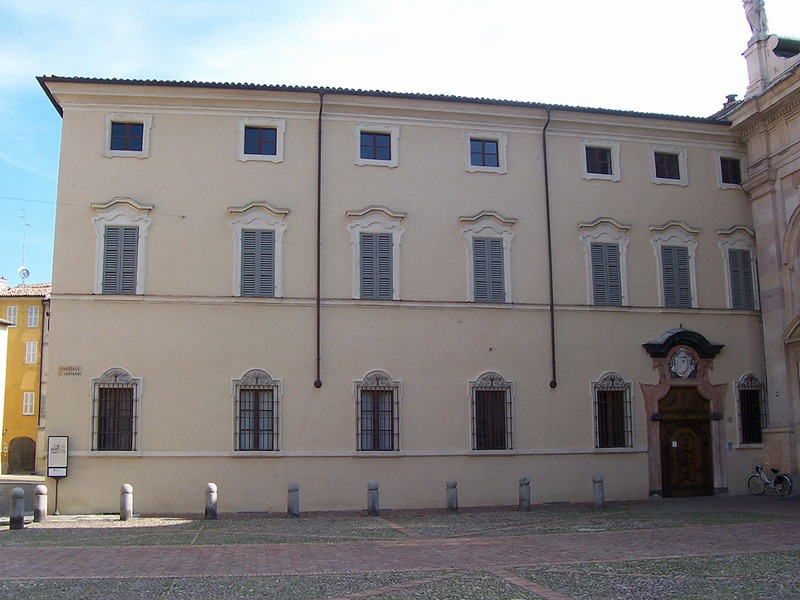
Façade du monastère.

Le monastère s'articule autour de trois cloîtres : le premier a une colonnade d'ordre ionique, le second contient des décorations du Corrège et dans le troisième, appelé cloître San Benedetto, des fresques du début du XVIe siècle sont visibles.
À l'intérieur de la Bibliothèque Monumentale, des enluminures sont conservées, preuves de la présence de copistes au monastère. Ces codex arrivaient de la basilique Sainte-Justine de Padoue non décorés. Ils ont été décorés au monastère par Damiano da Moile, Francino da Moile et, à partir de 1492, par Michele da Genova.

### Officine d'apothicaire antique

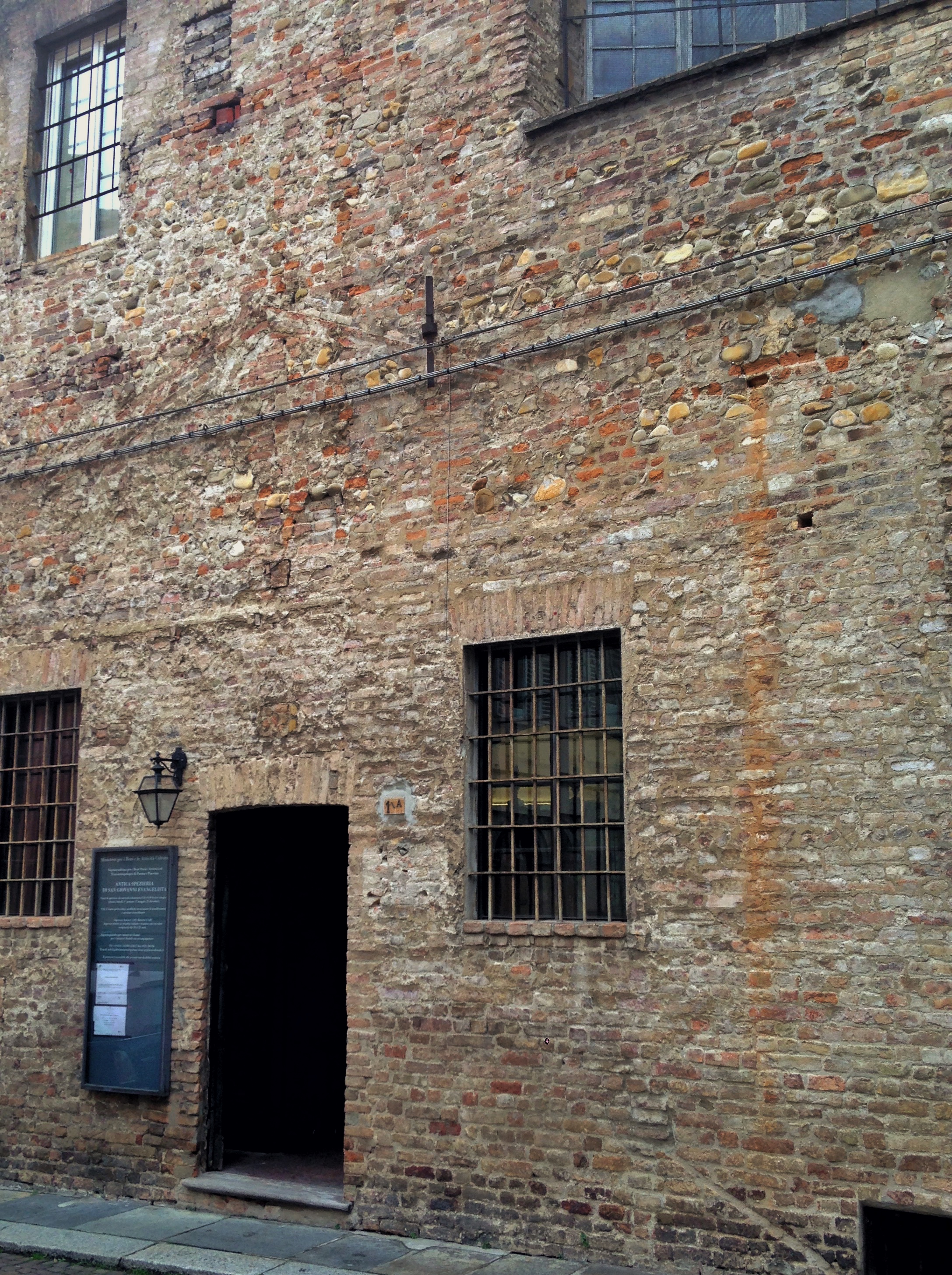
Entrée de l'Antica Spezieria à l'arrière du monastère.

À l'arrière du monastère, il existe un accès direct de l'extérieur à l'Antica Spezieria di San Giovanni, une pharmacie historique fondée par des moines bénédictins à une époque reculée. Les premières sources certaines de son existence peuvent être datées de 1201, cependant il est probable qu'elle soit beaucoup plus ancienne et qu'à l'origine, elle n'était pas ouverte aux citoyens, mais uniquement aux frères de l'abbaye.
L'ameublement actuel des lieux a été réalisé entre les XVe et XVIe siècles, mais la subdivision en quatre pièces encore visible aujourd'hui remonte à 1766, lorsque les bénédictins furent contraints par la Maison de Bourbon-Parme de l'aménager, en confiant sa gestion à des particuliers. Achetée en 1896 par le Domaine, la pharmacie est transformée en 1951 en musée public.

## Dépendances
L'abbaye Santa Maria della Neve est une abbaye située à Torrechiara, dépendante de celle de Parme.